# Sistema quàntic obert

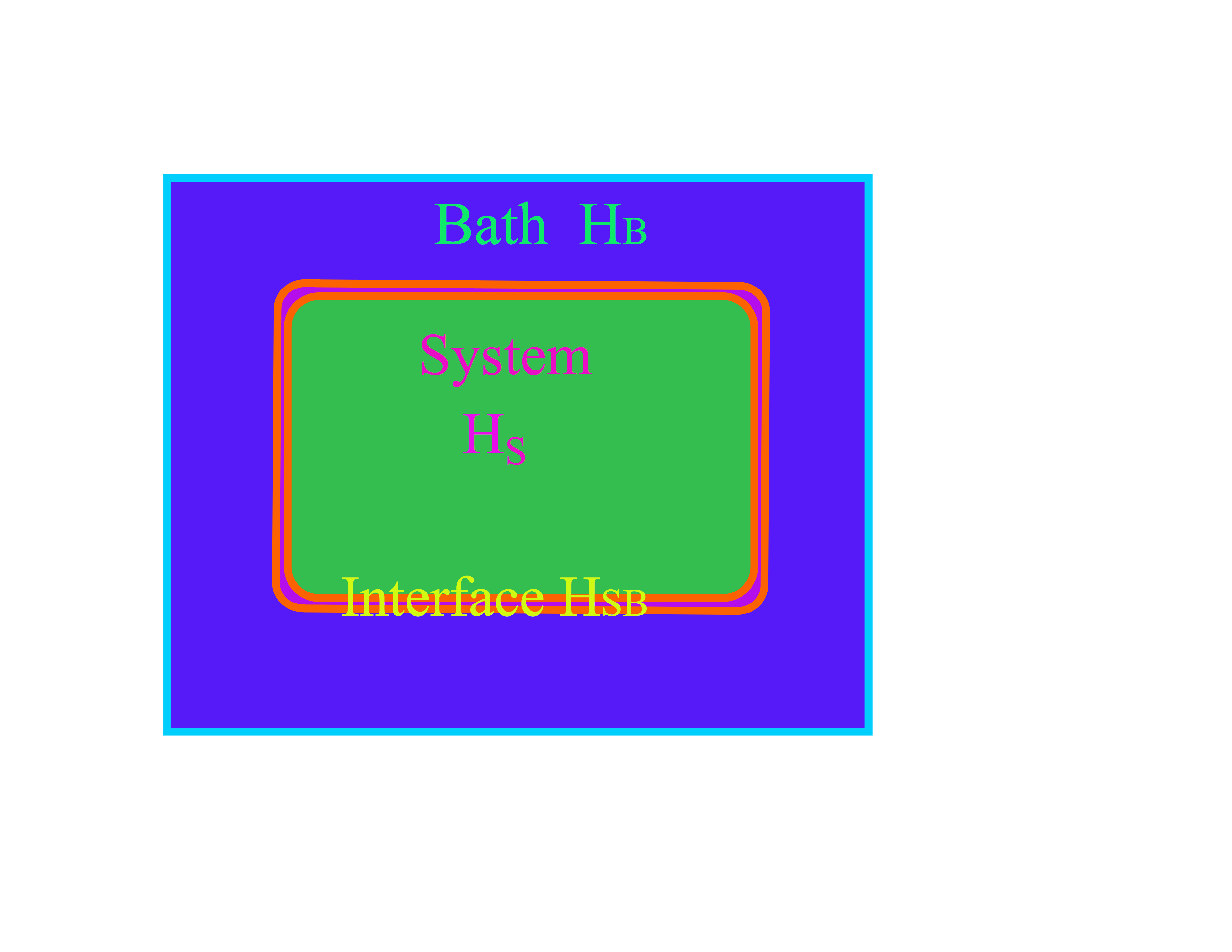
Sistema de mampara de bany

En física, un sistema quàntic obert és un sistema quàntic-mecànic que interacciona amb un sistema quàntic extern, que es coneix com a medi ambient o bany. En general, aquestes interaccions canvien significativament la dinàmica del sistema i donen lloc a una dissipació quàntica, de manera que la informació continguda en el sistema es perd al seu entorn. Com que cap sistema quàntic està completament aïllat del seu entorn, és important desenvolupar un marc teòric per tractar aquestes interaccions per tal d'obtenir una comprensió precisa dels sistemes quàntics.
Les tècniques desenvolupades en el context de sistemes quàntics oberts s'han demostrat poderoses en camps com l'òptica quàntica, la teoria de la mesura quàntica, la mecànica estadística quàntica, la ciència de la informació quàntica, la termodinàmica quàntica, la cosmologia quàntica, la biologia quàntica i les aproximacions semiclàssiques.

## Sistema quàntic i entorn
Una descripció completa d'un sistema quàntic requereix la inclusió de l'entorn. Descriure completament el sistema combinat resultant requereix la inclusió del seu entorn, la qual cosa resulta en un nou sistema que només es pot descriure completament si s'inclou el seu entorn, etc. El resultat final d'aquest procés d'incrustació és l'estat de tot l'univers descrit per una funció d'ona {\displaystyle \Psi }. El fet que cada sistema quàntic tingui un cert grau d'obertura també significa que cap sistema quàntic pot estar mai en estat pur. Un estat pur és equivalent unitari a un estat fonamental de temperatura zero, prohibit per la tercera llei de la termodinàmica.

Fins i tot si el sistema combinat està en estat pur i es pot descriure mitjançant una funció d'ona {\displaystyle \Psi }, un subsistema en general no es pot descriure mitjançant una funció d'ona. Aquesta observació va motivar el formalisme de les matrius de densitat, o operadors de densitat, introduït per John von Neumann el 1927 i de manera independent, però de manera menys sistemàtica per Lev Landau el 1927 i Felix Bloch el 1946. En general, l'estat d'un subsistema el descriu l'operador de densitat {\displaystyle \rho } i el valor d'expectativa d'un observable {\displaystyle A} pel producte escalar {\displaystyle (\rho \cdot A)={\rm {{tr}\{\rho A\}}}}. No hi ha manera de saber si el sistema combinat és pur només a partir del coneixement dels observables del subsistema. En particular, si el sistema combinat té entrellaçament quàntic, l'estat del subsistema no és pur.